# U.S. National Championships 1884
Die 4. U.S. National Championships 1884 waren ein Tennis-Rasenplatzturnier der Klasse Grand Slam. Es fand vom 26. bis 27. August 1884 im Newport Casino in Newport, Rhode Island, Vereinigte Staaten statt.